# Betalamea Lake
Der Betalamea Lake ist ein kleiner See in den Nordwest-Territorien im Nordwesten von Kanada.

## Lage
Der Betalamea Lake befindet sich 12 km südsüdwestlich von Fort Liard. Der See wird über einen namenlosen Bach zum Big Island Creek, einem kleinen rechten Nebenfluss des Liard River, nach Südwesten entwässert. Der Liard River verläuft 7 km weiter nördlich. Die Provinzgrenze zu British Columbia befindet sich 14 km weiter südlich, die Grenze zum Yukon-Territorium liegt 18 km südwestlich.
Der See liegt auf einer Höhe von etwa 400 m. Er hat eine Längsausdehnung in Nord-Süd-Richtung von 1,6 km sowie eine maximale Breite von 1,4 km. Die Wasserfläche beträgt 1,9 km².